# Stanislav Petrov
Stanislav Jevgrafovič Petrov (ruski: Станисла́в Евгра́фович Петро́в) (7. rujna 1939. – 19. svibnja 2017.) bio je potpukovnik sovjetskih snaga protuzračne obrane koji je odigrao ključnu ulogu u sovjetskom nuklearnom incidentu lažne uzbune 1983. godine. Dana 26. rujna 1983., tri tjedna nakon što je sovjetska vojska oborila let 007 Korean Air Linesa, Petrov je bio dežurni časnik u zapovjednom centru za sustav ranog nuklearnog upozoravanja Oko kada je sustav izvijestio da je raketa lansirana iz Sjedinjenih Američkih Država. Uslijedilo je još nekoliko dojava, a Petrov je procijenio da se radi o lažnoj uzbuni.
Njegovoj odluci da ne posluša naredbe, protivno sovjetskom vojnom protokolu, pripisuje se sprječavanje pogrešnog uzvratnog nuklearnog napada na Sjedinjene Države i njihove saveznike u NATO-u koji je mogao rezultirati nuklearnim ratom velikih razmjera i smrću polovice stanovništva uključenih zemalja. Istraga je poslije potvrdila da je sovjetski satelitski sustav upozorenja bio neispravan. Zbog odluke da usred incidenta ne pokrene uzvratni nuklearni napad, Petrova se često slavi kao onoga koji je spasio svijet.